# Kurhausstraße 9 (Bad Kissingen)

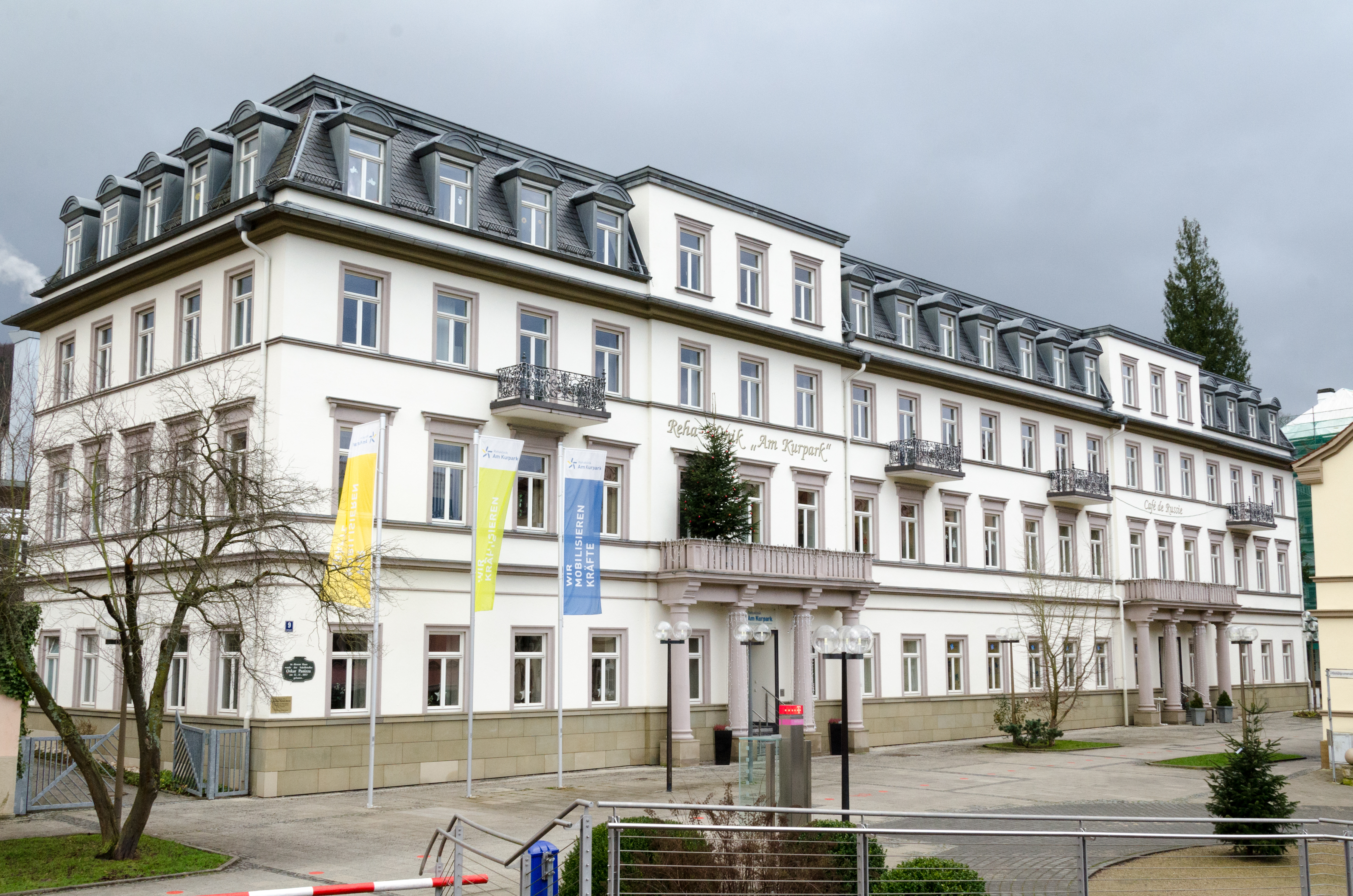
Kurhausstraße 9 in Bad Kissingen

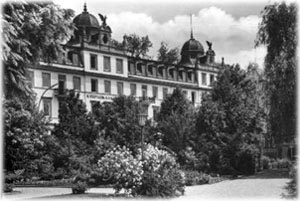
Der Russische Hof (um 1900)

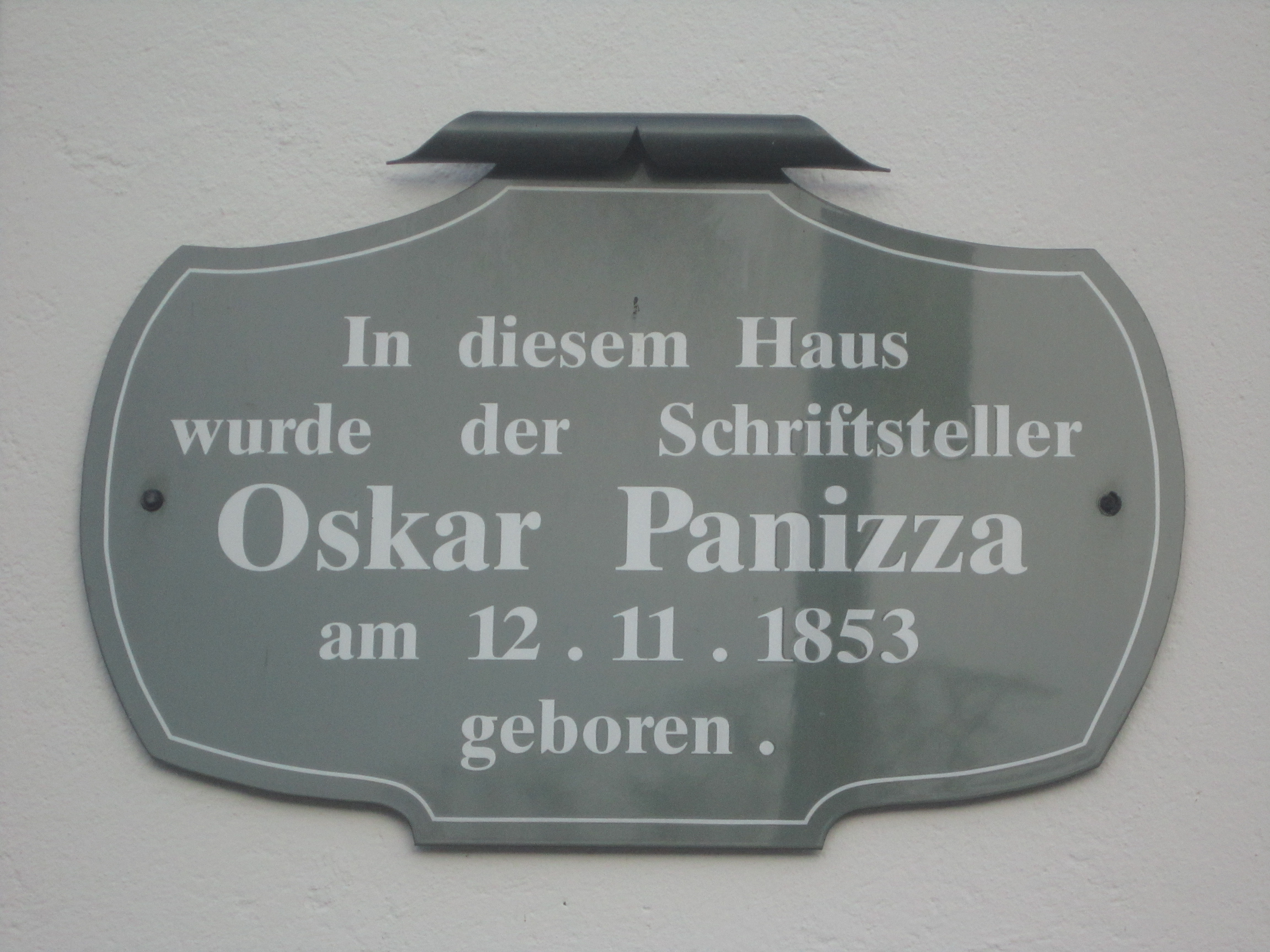
Gedenktafel

Das Gebäude Kurhausstraße 9 in der Kurhausstraße in Bad Kissingen, der Großen Kreisstadt des unterfränkischen Landkreises Bad Kissingen, gehört zu den Bad Kissinger Baudenkmälern und ist unter der Nummer D-6-72-114-33 in der Bayerischen Denkmalliste registriert.

## Geschichte

### Anfänge
Der aus dem nördlichen Teil des heutigen Gebäudes bestehende Kern des Anwesens wurde im Jahr 1834 im Auftrag des Werneckers Franz Pfülf von einem Würzburger Architekten im klassizistischen Stil errichtet. Dieser Kern wurde mit einer Länge von etwa 32 Metern wurde mit drei Geschossen, elf Achsen und einem Mittelrisalit angelegt.
Im Laufe seiner Geschichte hat das Haus laut den Bad Kissinger Adressbüchern mehrfach Änderungen seiner Hausnummer erfahren. So lautete diese beispielsweise im Jahr 1838 82a, dann 91 (1848 und 1865), 115 und 116 (1880), Kurhausstraße 5 (1903 und 1922/24), Adolf-Hitler-Straße 9 (1936/36), Rooseveltstraße 9 (1948) und Kurhausstraße 9 (heute).

### Karl Panizza (1840–1843 und 1848–1855)

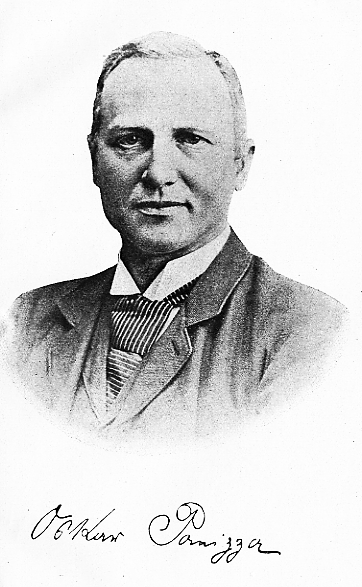
Oskar Panizza und Signatur (Datierung unbekannt).

Karl Pfülb verpachtete das Anwesen im Jahr 1840 für die Dauer von drei Jahren an Oskar Panizzas Vater Karl Panizza (* 30. September 1808 in Würzburg; † 26. November 1855). Karl Panizzas Vater hatte sich als italienischer Einwanderer in Würzburg niedergelassen. Karl Panizza wuchs in Würzburg auf, arbeitete später als Kellner und Oberkellner. Bereits vor 1840 kam er nach Bad Kissingen und arbeitete für die Kurpächter Bolzano. Nach dem Tod der Brüder Bolzano 1838 bzw. 1839 wurde Panizza 1840 Pächter des Anwesens Kurhausstraße 9; auf ihn geht wohl auch die Umbenennung in Russischer Hof beziehungsweise „Hotel de Russie“ zurück, dessen Erwerb aus dem „Grand Hôtel garni“ (später„Haus Collard“ am Kurplatz 6) stammt.
Am 17. April 1844 heiratete er die katholisch getaufte, späte evangelische Würzburgerin Mathilde Speeth (1821–1915), welche unter dem Pseudonym Siona Bücher veröffentlichte.
Nach Ablauf der dreijährigen Pacht Panizzas kaufte Adolph Buob, Oberkellner des Russischen Hofs, das Hotel für 80000 Gulden. Die Schweizer Firma „Lucas, Preis-werk-Burkard und Consorten“ finanzierte den Kaufpreis gegen Eintragung einer Hypothek. Im Garten des Russischen Hofs errichtete Buob Stallungen, Remisen und Wirtschaftslokalitäten für die ebenfalls von ihm übernommene Kissinger Posthalterei. Im Jahr 1848 musste Adolph Buob Konkurs anmelden. Der Russische Hof ging an die Schweizer Hypothekengläubiger, die das Haus zum Verkauf ausschrieben.
Karl Panizza, der in der Zwischenzeit von 1843 bis 1847 in Bad Kreuznach sowie ab 1847 in Wilhelmsbad bei Hanau jeweils als Kurhauspächter gewirkt hatte, erwarb gemeinsam mit seiner Frau den Russischen Hof im Jahr 1850 mit Hilfe eines Bürgen für 50000 Gulden. Das Ehepaar Panizza nahm Hypotheken in Höhe von 38000 Gulden zugunsten der „Basler Firma“ sowie 12000 Gulden zugunsten des Bürgen. Das Mobiliar kostete weitere 8000 Gulden.
Im Mai 1850 bezog das Ehepaar Panizza mit ihren drei Kindern den Russischen Hof. Die Einkünfte hielten sich zunächst in Grenzen, da das Haus in der Saison 1849 geschlossen gewesen war und im Jahr 1850 weniger Gäste beherbergte als erwartet; zusätzlich reisten einige der anwesenden Gäste vorzeitig ab, als unter dem Personal die Blattern grassierten. Doch auch in den Folgejahren blieb die finanzielle Situation der Familie ernst, da einerseits Karl Panizza einen ausschweifenden Lebensstil führte und andererseits seine Frau Mathilde drei weitere Kinder, unter ihnen 1853 den späteren Schriftsteller Oskar Panizza, zur Welt brachte.
Am 26. November 1855 starb Karl Panizza überraschend an Typhus.
Karl und Mathilde Panizzas Kinder waren Maria, Felix, Karl (* 15. Februar 1852; † 29. August 1916 in Kiel, Amtsgerichtsrat), Oskar und Ida.

### Mathilde Panizza (1855–1883)
Unter Leitung seiner Witwe Mathilde Panizza besserte sich die finanzielle Situation des Russischen Hofs durch Sparsamkeit sowie durch Versteigerung des nicht benötigten Mobiliars. Im Jahr 1857 verbrachten zum einen Zar Alexander II. und Zarin Marija Alexandrowna mit ihren Kindern Alexei und Marija und zum anderen Adalbert von Preußen einen Kuraufenthalt im Russischen Hof.
Anfang des Jahres wurde die gute finanzielle Situation des Russischen Hofs durch den Sardinischen Krieg gedämpft; dennoch konnten bis auf die I. Hypothek alle Hypotheken beglichen werden. Im Jahr 1863 mussten größere Reparaturen am Haus unternommen werden, nachdem das Fachwerk des Hauses sich gegenüber den Steinmauern des Gebäudes verschoben hatte. Im Januar 1864 heiratete Mathilde Panizzas katholisch getaufte, später evangelisch gewordene Tochter Maria (* 3. Juni 1846 in Kreuznach; † 16. Mai 1925 in München) Gustav Collard, den aus dem holländischen Venlo stammenden Buchhalter des Russischen Hofs.

#### Deutscher Krieg von 1866

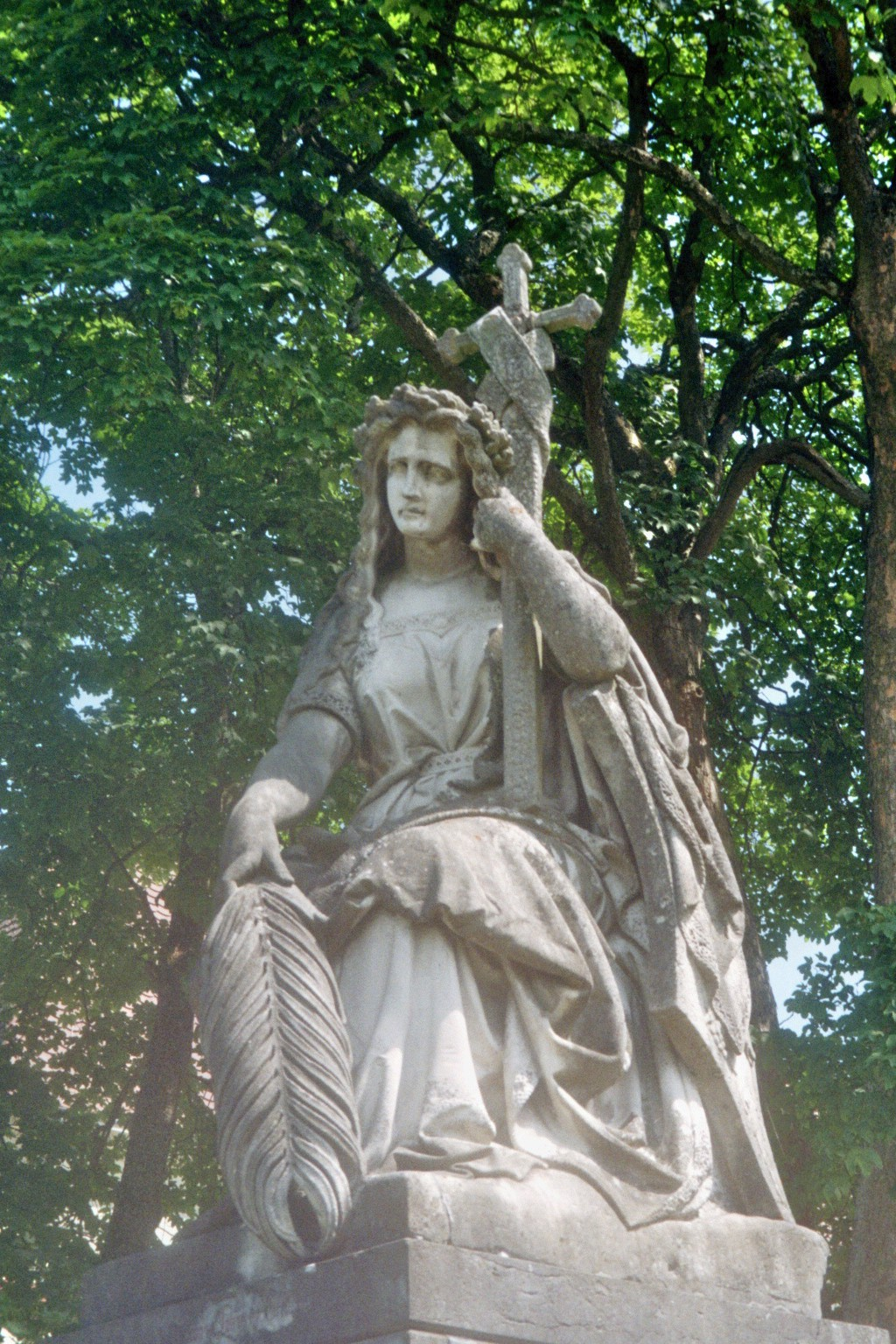
Die Germania in der Kapellenstraße.

Im Zusammenhang mit der Schlacht bei Kissingen am 10. Juli 1866 im Zusammenhang mit dem Deutschen Krieges beherbergte das „Hotel de Russie“ Prinz Karl von Bayern sowie Generalleutnant Oskar von Zoller. Auf dem gesamten Hotelgelände fanden Kampfhandlungen statt. Nach Kriegsende quartierte sich der Stab der preußischen Armee unter General Eduard Vogel von Falckenstein den Russischen Hof.
Während der Schlacht bei Kissingen am 10. Juli 1866 im Rahmen des Deutschen Krieges starb Hausdiener Michael Hergenröther laut einem Bericht von Mathilde Panizza, als er bayerischen Soldaten bei den Kampfhandlungen behilflich sein wollte. Er wurde auf dem Bad Kissinger Kapellenfriedhof bestattet.
Mathilde Panizza überließ dem preußischen Staat unentgeltlich ein ihrem Eigentum befindliches Grundstück an der Kapellenstraße gegenüber dem Kapellenfriedhof, an dem ebenfalls schwere Kämpfe stattfanden, zur Errichtung des Germania-Denkmals.

#### Erweiterung von 1874
Im Jahr 1872 starb der Hammelburger Stiftungsgründer Karl von Hess, Eigentümer des in der Nachbarschaft des Russischen Hofs gelegenen „Hotels Karl von Hess“. Neuer Eigentümer des „Hotels Karl von Hess“ wurde Heinrich Culmbacher aus Meiningen. Gustav Collard hatte ebenfalls Interesse gezeigt, das „Hotel Karl von Hess“ zu übernehmen, erwies sich aber als zu zaghaft. Da das „Hotel Karl von Hess“ zu einer ernsthaften Konkurrenz zu werden drohte, erwarben Mathilde Panizza und Gustav Collard im Jahr 1874 das südliche Nachbarhaus des Russischen Hofs von dessen Eigentümer, dem Privatier und Kurhalter Th. Sauer für 46000 Gulden.
Auf Grund des schlechten Bauzustands des Gebäudes wurde es auf Betreiben Gustav Collards abgerissen und auf dem frei gewordenen Grundstück der Russische Hof erweitert. Die Erweiterung wurde durch den Verkauf von Wertpapieren im Wert von 246000 Gulden finanziert. Im Rahmen der Erweiterungsarbeiten unter Architekt Gleißner verdoppelte sich die Gebäudelänge und es entstand ein weiterer Risalit. Später wurden beide Risalite des erweiterten Gebäudes um Verzierungen und Kuppelbekrönungen ergänzt. Am 21. Mai 1875 wurde der vollendete Bau neu eingeweiht.

### Felix Panizza (1883–1897)
Im Jahr 1881 wurde Mathilde Panizzas Sohn Felix (* 18. März 1848; † 6. März 1908 in Auerbach), von 1880 bis 1882 auch Sohn Karl Mitglied der Geschäftsführung (Karl war katholisch getauft worden, wurde später evangelisch und Hotelbesitzer in Hongkong). Im Jahr 1882 übersiedelte Mathilde Panizza nach München. Im Jahr 1883 verließ Gustav Collard den Russischen Hof und erwarb ein Jahr später das von Adam Hailmann erbaute Anwesen unter der Adresse Am Kurgarten 6, das spätere „Haus Collard“. Von nun an war Felix Panizza alleiniger Geschäftsführer des Russischen Hofs.
Ab dem 22. Juli 1891 verbrachte der schwedische Chemiker Alfred Nobel seinen zweiten Bad Kissinger Kuraufenthalt im Russischen Hof (seinen ersten Kuraufenthalt im Ort hatte Nobel im Jahr 1875 im Bayerischen Hof absolviert). In der Kurliste ist dieser Kuraufenthalt unter dem Eintrag „Alfred Nobel mit Herrn Sohn und Fräulein Tochter aus Paris“ vermerkt. Da der unverheiratete Nobel keine Kinder hatte, wurde er möglicherweise – wie auf einigen seiner anderen Kuren auch – von Nichten und Neffen begleitet.

### Fritz und Lina Haas (1897–1924)
Im Jahr 1897 wurde der Russische Hof nach 47 Jahren im Familienbesitz für 750.000 Mark an Fritz Haas verkauft. Fritz Haas veranlasste eine gründliche Renovierung des Hotels. Die Anzahl der Kurzimmer wurde auf 140 erhöht, ein Fahrstuhl eingebaut, elektrische Beleuchtung installiert.
Zu dieser Zeit erweiterte sich die Gästeschaft des Russischen Hofs. So wurde dieses nicht mehr nur von adeligen Gästen wie bisher, sondern zusätzlich auch von Gästen aus Industrie, Politik, Wissenschaft und Kunst wie beispielsweise Reichskanzler Theobald von Bethmann Hollweg, Ferdinand Graf von Zeppelin und Schriftsteller George Bernard Shaw aufgesucht. Am 25. Juli 1910 traf William Waldorf Astor, 1. Viscount Astor zur Kur im Russischen Hof ein.
Nach dem Tod von Franz Haas im Jahr 1903 leitete dessen Witwe Lina Haas bis Ende 1924 den Russischen Hof.

### 20. Jahrhundert
Mit Wirkung zum 1. Januar 1925 verpachtete Lina Haas den Russischen Hof an ein Konsortium bestehend aus der Verwaltung der Staatlichen Bäder Bad Kissingen (von-Hessing-Stiftung) und der Stadtgemeinde Bad Kissingen. Unter der neuen Leitung wurde der Russische Hof erneut einer gründlichen Modernisierung unterzogen. Jedes Zimmer wurde mit Dampfheizung, Staatstelefonanschluss sowie fließendem kalten und warmen Wasser ausgestattet.
Mit der Machtübernahme der Nationalsozialisten wurde der Russische Hof in Reichshof umbenannt und befand sich nunmehr unter der Adresse Adolf-Hitler-Straße 9. Auf Anweisung des Reichsverteidigungskommissars Mainfranken wurde der Reichshof am 28. Oktober 1943 zugunsten der SKF Kugellagerfabriken in Schweinfurt beschlagnahmt. Die Räumlichkeiten dienten als Büroräume; es fanden Baumaßnahmen zur Errichtung von Luftschutzräumen statt. Nach der deutschen Kapitulation am 8. Mai 1945 musste die SKF das Gebäude verlassen. Nun kamen hier Flüchtlinge und so genannte „Displaced Persons“ unter.
Ab dem Jahr 1946 wurden im Russischen Hof – nun unter der Anschrift Roosevelt-Straße 9 – zwei Abteilungen des Zentralamtes Bad Kissingen des Deutschen Wetterdienstes untergebracht. Bis zum Jahr 1957 wurde die Tätigkeit des Wetterdienstes in Bad Kissingen schrittweise nach Offenbach umgesiedelt. Nach 1957 stand der Russische Hof für etwa zwei Jahre leer.
Im Jahr 1959 erwarb Dorothea Deeg, die Ehefrau des Bad Kissinger Juristen Peter Deeg, den Russischen Hof. Sie hatte kurz zuvor das von ihren Eltern geerbte und nur wenige hundert Meter vom Russischen Hof entfernte Haus Hohenzollern an die Landesversicherungsanstalt Württemberg (LVA) verpachtet. Nachdem dies sich als sehr lukrativ erwies, hatte sie mit dem Russischen Hof ähnliche Pläne.
Die LVA eröffnete den Russischen Hof am 1. August 1960 als „Kurparksanatorium“ (die heutige „Reha-Klinik am Kurpark“). Unter Leitung von Chefarzt Dr. Schröder wurden hier Herz-, Kreislauf- und Stoffwechselerkrankungen behandelt. Da die begonnene Sanierung des Russischen Hofs immer größeren Umfang annahm, veräußerte die Familie Deeg den Russischen Hof an die LVA. Im Jahr 1962 erwarb die LVA den Russischen Hof für etwa 4 Millionen DM. In der Folgezeit wurde das Haus – ab 1972 unter dem Namen „Kurklinik der Landesversicherungsanstalt Württemberg“ – beständig erweitert und ab 1967 umfassend renoviert sowie 1972 um ein Wirtschaftsgebäude und eine Heizzentrale ergänzt.

### Klinik am Kurpark
Nach vorübergehenden Plänen der LVA, ihre einzige Klinik außerhalb Baden-Württembergs aufzugeben, traf sie Anfang der 1980er Jahre die Entscheidung, im Russischen Hof eine Rheumaklinik einzurichten. Von 1986 bis 1989 wurde unter Beachtung der Forderung der Denkmalschutzbehörde, die Fassade zur Kurhausstraße hin zu bewahren, das Haupthaus neu gestaltet. Nebengebäude und Gartenvilla wurden abgerissen. Mit dem „Haus Kreuzberg“ entstand ein neues Bettenhaus mit 143 Betten. Während der Bauzeit wurde die Behandlung der Patienten in den „Preußischen Hof“ in der Bismarckstraße ausgelagert.
Im März 1989 fand die Einweihung unter dem neuen Namen „Klinik am Kurpark“ statt.

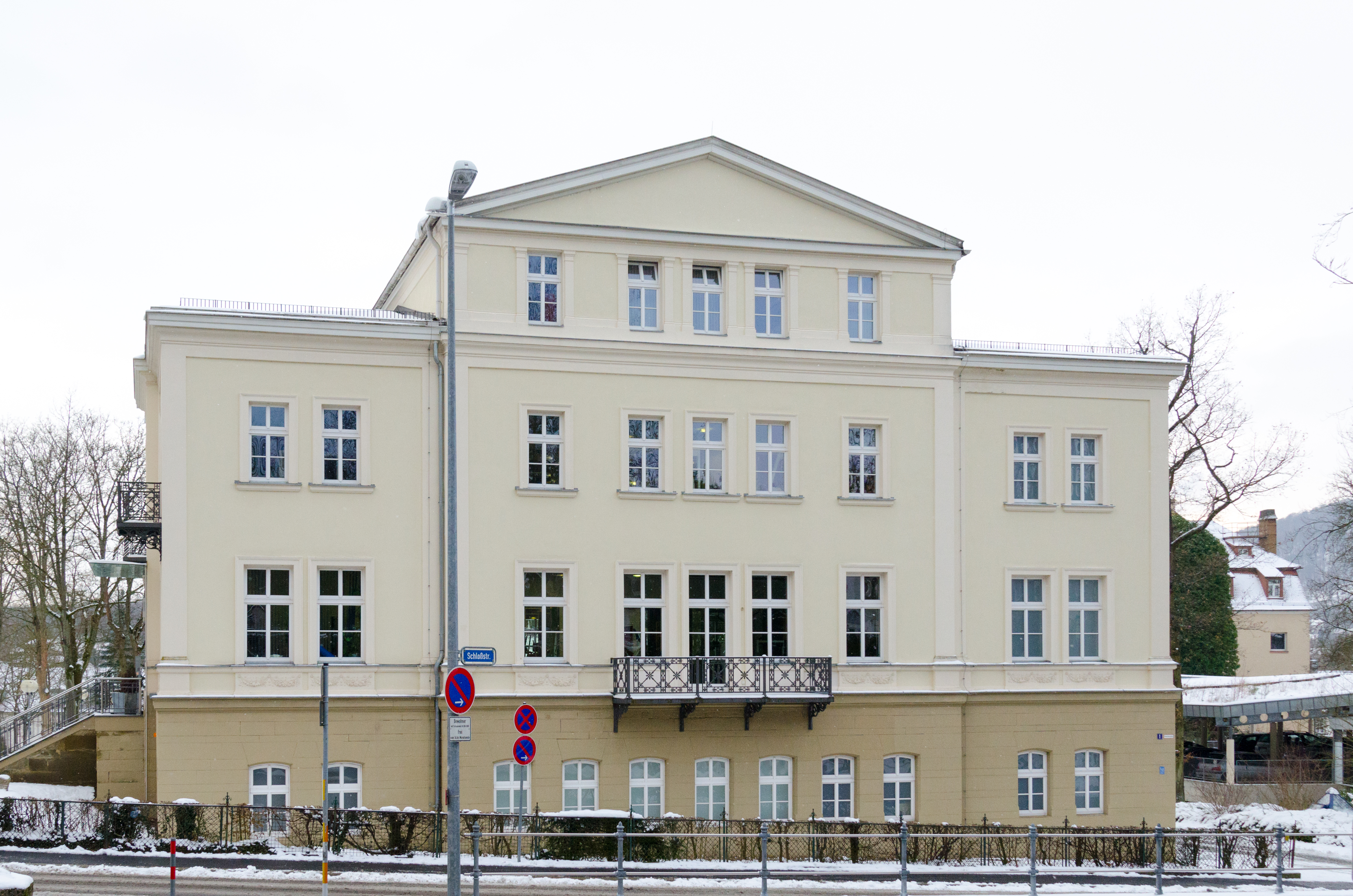
Nebengebäude in der Schloßstraße 1

Von Oktober 1995 bis Januar 1997 entstand mit dem Haus Saaleblick ein weiterer Bettentrakt; die Einweihung erfolgte am 1. Juli 1997. Seit dem Jahr 1999 dient das 1873/74 in der Schloßstraße 1 errichtete Anwesen als Nebengebäude der „Klinik am Kurpark“.

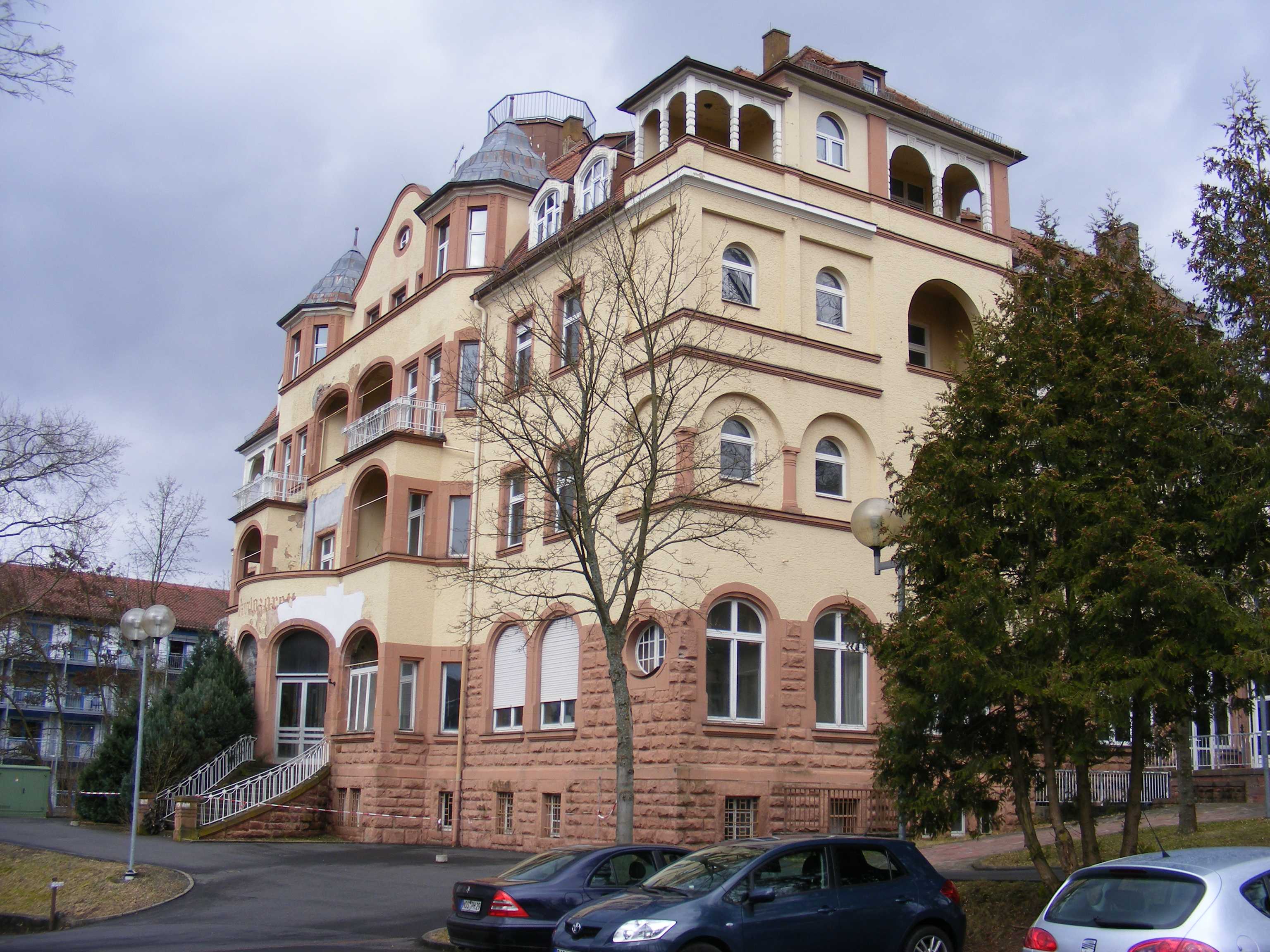
Das Marinekurlazarett

Im Jahr 2001 wurde im Haupthaus das „Café de Russie“ eröffnet. Im Jahr 2002 fand der Erwerb des Marinekurlazaretts in Bad Kissingen statt. Im Jahr 2003 gefasste Pläne zur Patientenbehandlung in dem Anwesen wurden 2004 jedoch wieder aufgegeben. Das seitdem im Besitz der LVA befindliche Anwesen steht seitdem leer.
Heute ist die „Klinik am Kurpark“ auf Rheumatologie, Neurootologie und Onkologie spezialisiert.